# Couple modèle
Pour les articles homonymes, voir Marriage.
Pour plus de détails, voir Fiche technique et Distribution.
Couple modèle (A Good Marriage, littéralement « Un bon mariage ») est un thriller américain réalisé par Peter Askin et sorti en 2014. Il s'agit de l'adaptation de la nouvelle Bon Ménage (A Good Marriage, 2010) de Stephen King, qui écrit lui-même le scénario.

## Synopsis
Après vingt-cinq ans de mariage, Darcy (Joan Allen), une femme au foyer, découvre que son mari Bob (Anthony LaPaglia) est le violeur et tueur en série qui s'est lui-même surnommé Beadie et qui fait actuellement la une des médias.

## Fiche technique
- Titre original : A Good Marriage
- Titre français : Couple modèle
- Réalisation : Peter Askin
- Scénario : Stephen King, d'après sa nouvelle Bon Ménage
- Musique : Danny Bensi et Saunder Jurriaans
- Direction artistique : Carmen Cardenas
- Décors : Sharon Lomofsky
- Costumes : Molly Maginnis
- Photographie : Frank G. DeMarco
- Montage : Colleen Sharp
- Production : Peter Askin, Will Battersby et Per Melita
- Société de production : Reno Productions
- Société de distribution : Screen Media Films (États-Unis)
- Pays de production :  États-Unis
- Langue originale : anglais
- Format : couleur
- Genre : thriller
- Durée : 102 minutes
- Dates de sortie :
  - États-Unis : 3 octobre 2014
  - France :  12 septembre 2017 (DVD)

## Distribution
- Joan Allen : Darcy Anderson
- Anthony LaPaglia : Bob Anderson
- Kristen Connolly : Petra Anderson
- Stephen Lang : Hoyt Ramsay
- Theo Stockman : Donnie Anderson
- Cara Buono : Betty Pike
- Mike O'Malley : Bill Gaines

## Accueil
Le film recueille 41 % de critiques positives, avec une note moyenne de 4,8 ⁄10 et sur la base de 17 critiques collectées, sur le site Rotten Tomatoes.